# État-major de force no 2
L’état-major de force no 2 (EMF2) était un état-major français de force opérationnelle, de niveau 2 (division) qui a été créé le 1er juillet 1999 au quartier Richemont, no 16 rue des Rochettes à Nantes.

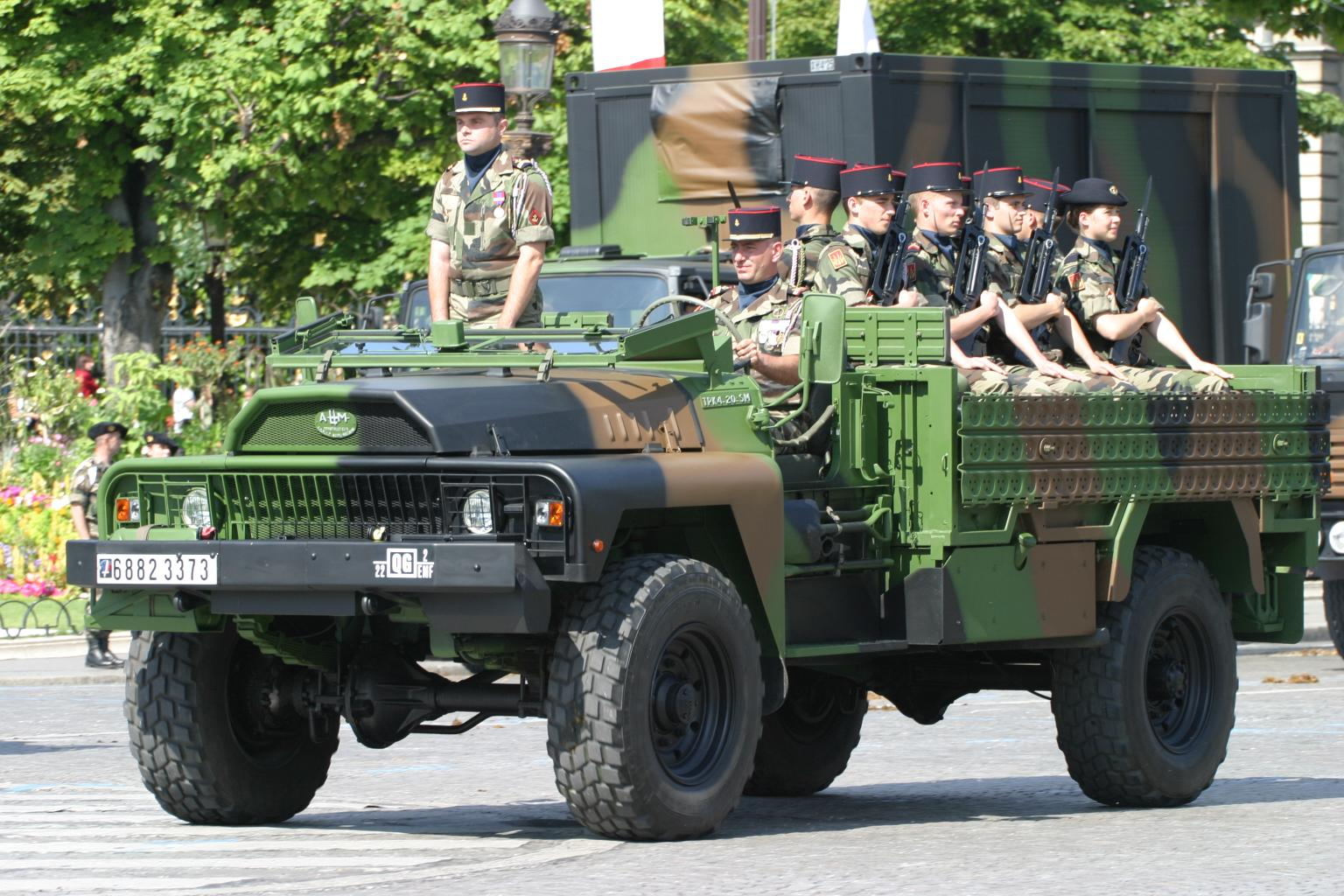
VLRA du d'infanterie de marine lors du défilé militaire du 14 Juillet 2004.

Son corps de soutien était le 22e bataillon d'infanterie de marine (22e BIMa). Il est dissous en 2011, 600 militaires de la garnison ayant été, pour la plupart redéployés vers l'EMF 1 à Besançon et  l'EMF 3 à Marseille.